# Domitillas katakomber
Domitillas katakomber, italienska Catacombe di Domitilla, även De heliga Nereus och Achilleus katakomber, är en underjordisk begravningsplats i södra Rom i Italien. Katakomberna, vilka är belägna vid Via delle Sette Chiese, är förmodligen uppkallade efter en romersk matrona vid namn Domitilla. 
Den underjordiska basilikan Santi Nereo e Achilleo uppfördes över de heliga martyrerna Nereus och Achilleus gravar på 300-talet e.Kr.

## Venerandas krypta
I Venerandas krypta finns ett cubiculum med Venerandas och Petronillas grav. Veneranda avbildas bedjande iförd dalmatika och slöja. På hennes högra sida ses röda blommor, vilka representerar himmelriket. Bredvid henne står Petronilla, som pekar på en kista med böcker. Ovanför denna svävar en öppen bok som symboliserar den gudomliga lagen.
Katakomberna återupptäcktes av Antonio Bosio och Pompeo Ugonio i slutet av 1500-talet och grävdes senare ut under ledning av arkeologen Giovanni Battista de Rossi.

## Bilder
| - Den underjordiska basilikan Santi Nereo e Achilleo. - Venerandas och Petronillas arcosolium. |